# 牟田口義郎
牟田口 義郎（むたぐち よしろう、1923年5月11日 - 2011年1月22日）は、日本の歴史家、中東地域研究者、翻訳家。
朝日新聞特派員・支局長を歴任した。

## 略歴
神奈川県生まれ。1948年東京大学仏文科卒、1949年に朝日新聞社に入社。報道記者として外報畑を主に歩み、カイロ（エジプト）支局長、パリ（フランス）支局長を務め、また論説委員を務めた。
1982年退社、その後成蹊大学教授、東洋英和女学院大学教授、中近東文化センター理事長を歴任。
中東・アラブ地域の現代史に詳しく、地中海世界を軸に多くの著書・翻訳書を刊行した。
2011年1月22日、腎不全のため死去。87歳没。

## 著書
- 『アブダラーの知恵』（雪華社） 1960
- 『石油に浮かぶ国 クウェートの歴史と現実』（中公新書） 1965
- 『地中海のほとり』（朝日新聞社） 1971、のち朝日選書 1978
- 『アラビア湾のほとり』（朝日新聞社） 1973
- 『変わりゆくアラブ』（朝日新聞社） 1975
- 『アラブの風 特派員見聞録 庶民から王様まで』（実業之日本社） 1976
- 『旅のアラベスク』（朝日イブニングニュース社） 1977.1、のち朝日文庫 1983.6
- 『中東への視角』（朝日新聞社） 1977.8
- 『地中海文明の旅』（講談社） 1980.5
- 『石油戦略と暗殺の政治学』（新潮社） 1982.6
- 『地中海・音楽絵巻』（音楽之友社、音楽選書） 1984.11
- 『旅のバルコニーから』（大阪書籍、朝日カルチャーVブックス） 1987.2
- 『世界の都市の物語10 カイロ』（文藝春秋） 1992.10、のち文春文庫 1999
- 『中東の風のなかへ』（NTT出版） 1995.12
- 『アラビアのロレンスと日本人』（NTT出版） 1997.10
- 『アラビアのロレンスを求めて アラブ・イスラエル紛争前夜を行く』（中公新書） 1999.10
- 『食の起源 メソポタミアとイスラーム』（作陽学園出版部・れんが書房新社、作陽ブックレット） 1999.11
- 『物語 中東の歴史 オリエント五〇〇〇年の光芒』（中公新書） 2001.6
- 『あの夏の光のなかへ』（近代文芸社） 2002.8
- 『地中海世界を見た日本人 エリートたちの異文化体験』（白水社） 2002.10
- 『地中海歴史回廊』（ちくま学芸文庫） 2004.8

## 共編著
- 『中近東諸国 写真集』（修道社） 1961
- 『ツタンカーメンの秘宝 エジプトの歴史と美術』（池田宣政共著、クサナギ教育出版） 1965.10
- 『アブ・シンベル神殿』（講談社、原色写真文庫） 1967
- 『アラブの覚醒』（護雅夫共著、講談社、世界の歴史22） 1978.7
- 『地中海』（松本宣郎共著、朝日新聞社、地域からの世界史10） 1992.6
- 『プロヴァンス 歴史と印象派の旅』（佐々木綾子・佐々木三雄共著、新潮社、とんぼの本） 1995.1

## 翻訳
- 『砂漠の豹 イブン・サウド サウジアラビア建国史』（ジャック・ブノアメシャン、河野鶴代共訳、筑摩書房） 1962、のち新版 1990
- 『オリエントの嵐 中東現代史』（ブノアメシャン、筑摩書房） 1964、のち新版 1975、1990
- 『灰色の狼 ムスタファ・ケマル 新生トルコの誕生』（ブノアメシャン、筑摩書房） 1965、のち新版 1990
- 『アラビアの王 ファイサル』（ブノアメシャン、筑摩書房） 1976
- 『エジプト革命』（ブノアメシャン、筑摩書房） 1978.7
- 『アラブ・ジョーク集』（編著、塙治夫訳、実業之日本社） 1978.9
- 『アラブが見た十字軍』（アミン・マアルーフ、新川雅子共訳、リブロポート） 1986.4、のちちくま学芸文庫 2001
- 『アラブが見たアラビアのロレンス』（スレイマン・ムーサ、定森大治共訳、リブロポート） 1988.3、のち中公文庫 2002
- 『サマルカンド年代記 『ルバイヤート』秘本を求めて』（アミン・マアルーフ、リブロポート） 1990.3、のちちくま学芸文庫 2001

## 脚註
1. ↑  中近東文化センター元理事長、牟田口義郎さん死去 / 朝日新聞 (2011年1月22日) - ウェイバックマシン（2011年1月26日アーカイブ分）